# ليوغانغ
ليوغانغ (بالألمانية: Leogang) هي بلدية في منطقة زيلامسي بولاية زالتسبورغ، النمسا.